# Zezuj
Zezuj [pronunciación en polaco: /ˈzɛzui̯/] (en alemán: Sensujen) es un pueblo en el distrito administrativo de Gmina Stawiguda, dentro del Distrito de Olsztyn, Voivodato de Varmia y Masuria, en el norte de Polonia . Se encuentra a unos 2 kilómetros al suroeste de Stawiguda y 17 kilómetros al suroeste de la capital regional, Olsztyn.
Antes de 1772, el área era parte del Reino de Polonia, entre 1772 y 1871 del Reino de Prusia, 1871-1945 Alemania y nuevamente de Polonia desde 1945.